# Плућни залистак
Плућни залистак  је један од четири срчана залистка који одваја излазни део десне срчане коморе од плућне артерије. У нормалним условима, плућни залистак спречава регургитацију деоксигенисане крви из плућне артерије назад у десну срчану комору. То је полумесечни залистак са три мембране (листића), а налази се напред, горе и благо лево од аортног залистка.

## Анатомија
Као и аортни залистак , плућни залистак се састоји од три  мембране (листића), сваки са фиброзним чвором на средини слободних ивица (слично Арантијевим чворовима у аортном залистку), као и лунулама, које су танке, полумесечасте. Обликовани делови листића  служе као коаптивне површине залистака. За разлику од аортног залиска,  мембране (листићи) плућног залистка су подржани самостојећом мускулатуром без директне везе са мишићним септумом. Њњегови листићи  су много тање и немају фиброзни континуитет са предњом клапном десне атриовентрикуларне (АВ) валвуле (трикуспидални залистак).
Мембране (листића)  плућног залиска дефинисане су њиховим односом према аортном залиску и стога се називају предњим или несепталним, десним и левим листићем. Они се такође могу дефинисати њиховим односом према комисури која се налази у плућним и аортним залистцима и стога се називају десни суседни (окренути десно), леви суседни (окренути лево) и супротни (неокренути).
Плућни залистак (као и остала три срчана залистка), формиран је од ендокардијалних набора који су подупрти унутрашњим плочама густог колагеног и еластичног везивног ткива и континуирани су са срчаним скелетом.

## Физиологија
Срце је пумпа која пролеђује крв богату кисеоником из плућа према органима и ткивима у замену за крв богату угљен-диоксидом која мора да се у плућима обогати кисеоником. Крв богата кисеоником преноси се аортом по целом телукоја се грана на мање артерије и на крају капиларе. Крв  из ткива засићена угљен-диоксидом враћа се у срце преко вена одакле се малим крвотоком шаље у плућа где се врши размена гасова, односно размена угљен-диоксида за кисеоник.
У том систему циркулације крви плућни залисак контролише пролазак крви између десне коморе и плућне артерије, спречавајући да се крв из плућне артерије врати у срце.
Срчани циклус састоји се из две фазе: фазе опуштања (дијастоле) и фазе контракције (систола). Током прве фазе, фазе дијастоле, залистци између преткомора и коморе су отворени и читаво срце је опуштено. У овој фази полумесечасти залисци су затворени и спречавају да крв уђе у васкуларно корито. Током друге фазе (систолна фаза), преткоморе и коморе се контрахују на усклађен начин: прво се контрахује преткомора (преткоморна систола), а затим и комора (систола). Током контракције коморе, крв се потискује кроз плућну артерију и залистак се затвара након проласка крви. 
Фреквенција протока плућног залиска у нормалним условима износи 75 цм по секунди.

## Патофизиологија
Патолошке варијанте плућног залистка су чешће повезане са урођеним дефектима, а не са стеченим болестима, као што су реуматска болест залистака или ендокардитис.
Стеноза плућног залистка
Стеноза плућног залистка је најчешћа патологија плућних залистака и чини до 80% случајева опструкције изливног тракта десне коморе. Ово стање се може открити у различитим фазама живота, у зависности од његове тежине. Што је опструкција јача, то се стеноза плућног залистка  манифестује раније у животу. Новорођенчад обично има критичну стенозу, која се манифестује као цијаноза при рођењу, иако се новорођенчади обично дијагностикује када се шум чује у плућној области. Симптоми плућне стенозе имају тенденцију да се погоршавају и напредују с временом. Одрасли обично имају симптоме повезане са инсуфицијенцијом десног срца.

## Галерија
- Унутрашњост десне стране срца.
- Предња страна грудни кош, приказује површинске односе кости, плућа (љубичаста), плеура (плава) и срце (црвени обрис). Срчани залистци су означени са "Б", "Т", "А" и "П".
- Плућни залистак
- Плућни залистак